# Édgar Valcárcel
Edgar Valcárcel Arze (Puno, 4 de diciembre de 1932 - Lima, 10 de marzo de 2010), pianista y compositor peruano. 
Estudió composición en el Conservatorio Nacional de Música del Perú. Recibió una beca para estudiar en el Hunter College de Nueva York y otra para el Centro Latinoamericano de Altos Estudios Musicales del Instituto Torcuato di Tella en Argentina. Estudió música electrónica con Alcides Lanza y Vladimir Ussachevsky en la Universidad de Columbia-Princenton. Recibió una beca Guggenheim en 1966 y 1968. Ha recibido el Premio Nacional de Fomento a la Cultura Luis Dunker Lavalle. 
Su lenguaje composicional corresponde a las vanguardias de los años 60. Sin embargo, en varias de sus piezas hay una presencia del lenguaje musical del altiplano peruano, de donde procede el compositor.
Fue miembro del Colegio de Compositores Latinoamericanos de Música de Arte desde su fundación.
Su tío, Theodoro Valcárcel fue también músico, perteneciente a la corriente indigenista. Su hijo Fernando Valcárcel también es compositor y pianista, además de director de orquesta.
En sus últimos años fue jefe del Departamento de Música del Newton College.
Édgar Valcárcel falleció en la ciudad de Lima el 10 de marzo de 2010.

## Obras[4]

### Orquesta
- Sinfonietta para maderas y arcos (1956)
- Concierto para clarinete No.1 (1959)
- Queñua estudio sinfónico (1962)
- Aleaciones (1966)
- Concierto para piano (1968)
- Checán II (1970)
- M'akarabotasaq Hachaña para soprano y orquesta (1973)
- Sinfonía (1974)
- Karabotasat Cutintapata (1977)
- Tres al alba para flauta, oboe, percusión, clave y orquesta de cuerdas (1977)
- Antimemorias II (1980)
- Concierto para guitarra (1984)
- Concierto para clarinete No.2 Acora (1989)
- Concierto para saxofón y orquesta de cuerdas (2000)
- Concierto para violoncello Concierto indio (Homenaje a Theodoro Valcárcel) (2004)

### Música vocal orquestal
- Misa para coro mixto, coro de niños y orquesta (1963)
- Cantata para la noche inmensa para barítono, coro masculino y orquesta (1964)
- Canto coral a Túpac Amaru No.1 para soprano, barítono, coro mixto y orquesta (1965)
- Alma mater, himno de la Universidad del Altiplano, para barítono, coro y orquesta (1970)
- Coral a Pedro Vilca Apaza para coro, percusión, clave y orquesta de cuerdas (1975)
- Travesía por el Perú ópera para niños (1979)
- Zorro zorrito cuento sinfónico para narrador, coro, zampoñas y orquesta (1991)
- Cantata Ojos azules para narrador, coro de niños, zampoñas y orquesta (1992)
- Homenaje a Manuel de Falla para soprano y orquesta de vientos (1998)

### Música de cámara
- Cuarteto de cuerdas No.1 (1953)
- Sonata para violín y piano (1956)
- Cuarteto de cuerdas No.2 (1961)
- Dúo para flauta y viola (1963)
- Cuarteto de cuerdas No.3 (1964)
- Espectros I para flauta, viola y piano (1964)
- Espectros II para corno, violoncello y piano (1966)
- Fisiones para diez instrumentos (1967?)
- Hiwaña Uru (Día de los muertos) para once instrumentos (1967?)
- Dicotomías III para doce instrumentos (1968?)
- Trío para violín amplificado, trombón y clarinete (1968)
- Poema para violín amplificado, voz, piano y percusión (1969)
- Checán III para 19 instrumentos (1971)
- Montaje 59 para Ludwig para cuarteto de cuerdas, clarinete, piano y ambientación (1971)
- Espectros III para oboe, violín y piano (1973)
- Checán VI para corno, trombón y piano (1974)
- Antimemorias I para trece instrumentos (1978)
- Responso para Ives para violín, clarinete y percusión (1978)
- Flor de Sancayo III para guitarra (1978)
- Homenaje a Brahms para piano a cuatro manos y solistas de canto (1981)
- Homenaje a Stravinsky para dos pianos, percusión, flauta y corno (1982)
- Atheodoro... para tres cornos (1985)
- Cuando me vaya para violoncello y piano (1985)
- Flor de Sancayo para violoncello (1985)
- Cuando me vaya para violín y piano (1986)
- Cuando me vaya para fagot y piano (1987)
- Canto a 2 I (3 huaynos) para violín y guitarra (1988)
- Espectros IV para violín, viola y guitarra (1989)
- Homenaje a Duparc para soprano, corno, violoncello y piano (1990)
- Andahuaylillas para órgano (1991)
- Sonata para dos pianos y cinco percusionistas (1992)
- Canto a 2 II para dos guitarras (1995)
- Cuando me vaya para dos guitarras (1995)
- Canto a 2 para flauta y arpa (2006)
- Flor de Sancayo V para soprano, percusión y sonidos electrónicos (2006)

### Piano
- Suite Imágenes (1950?)
- Suite Pigmalión (1952)
- Saturnales (1955)
- Cuatro piezas infantiles (1963)
- Coral indio con variaciones (1963)
- Sonata No.1 (1963)
- Dicotomías I y II (1966)
- Sonata No.2 (1971)

### Voz y piano
- Ylen Alulat seis canciones para contralto (1951)
- Homenaje a Masías (1981)
- Madre Coraje para la obra de Brecht (1984)
- Ave Maria sobre el preludio de Johann Sebastian Bach (1995)

### Música coral
- Arpas (1955)
- Tarde llega la luz para soprano y coro mixto (1957)
- Villancico para coro mixto, primera versión (1963?)
- Madrigal (1964)
- Villancico para coro mixto, segunda versión (1965)
- Checán IV (1973)
- Canciones infantiles (1989)
- Homenaje a J. S. Bach (1994)

### Música electrónica y electroacústica
- Invención para sonidos electrónicos (1966)
- Zampoña sónica para flauta y cinta (1968)
- Canto coral a Túpac Amaru No.2, para coro, percusión y cinta (1968)
- Flor de Sancayo II: Retablo para piano y cinta (1976)

### Banda sinfónica
- Coral y sicuri (1995)
- Queñua II (1997)

### Otros
- Himno de la Universidad Católica para voz y piano (1956)
- Himno del Colegio Inmaculada de Puno (1970)
- Himno deportivo de la Universidad del Altiplano